# Ochotniczy Legion Holenderski

Plakat propagandowy zachęcający do wstępowania w szeregi Legionu Holenderskiego

Ochotniczy Legion Holenderski (nid. Vrijwilligerslegioen Nederland, niem. Freiwilligen Legion Niederlanden) – kolaboracyjna formacja zbrojna złożona z Holendrów w służbie Niemiec podczas II wojny światowej.
Po najeździe Niemiec na ZSRR 22 czerwca 1941 r., holenderscy faszyści, w tym głównie działacze dwóch partii – Holenderskiego Ruchu Narodowo-Socjalistycznego (Nationaal-Socialistische Beweging) Antona A. Musserta i Narodowo-Socjalistycznej Holenderskiej Partii Pracy (Nationaal-Socialistische Nederlandsche Arbeiderspartij) Ernsta Hermana ridder van Rapparda, podjęli działania w kierunku utworzenia ochotniczych jednostek do walki z "bolszewickim zagrożeniem". Zyskało to poparcie najwyższych władz III Rzeszy. W rezultacie 10 lipca 1941 r. Komisarz Rzeszy w Holandii Arthur Seyss-Inquart, ogłosił utworzenie Ochotniczego Legionu Holenderskiego. Na jego czele stanął holenderski gen. por. Hendrik A. Seyffardt, który do 1934 r. pełnił funkcję szefa Sztabu Generalnego holenderskiej armii. 26 lipca odbyła się w Hadze uroczysta defilada legionistów. Część ochotników maszerowała jeszcze w ubraniach cywilnych, część w byłych mundurach armii holenderskiej, jeszcze inni zaś wystąpili w czarnych mundurach NSB. Następnego dnia Legion otrzymał sztandar w holenderskich barwach narodowych. Do połowy sierpnia liczył już ponad 1 tys. ludzi. Pod koniec 1941 r. przerzucono go w celu przeszkolenia bojowego na teren Rzeszy. Okazało się jednak, że duża część kadry oficerskiej i podoficerskiej nie spełniała odpowiednich warunków i dlatego została odesłana do Holandii i zastąpiona Niemcami.
W styczniu 1942 r. Legion został przerzucony na front pod Leningrad, gdzie w ramach Grupy Armii "Północ" toczył bardzo ciężkie walki w rejonie Wołchowa. W celu nagłośnienia propagandowego jego działań władze niemieckie wysłały ponadto do ZSRR jednostkę holenderskiego Czerwonego Krzyża oraz ok. 50 dziennikarzy, fotoreporterów i operatorów filmowych. Holenderscy legioniści prowadzili krwawe walki obronne w ramach kampanii zimowej. W marcu ponieśli bardzo ciężkie straty, które zredukowały liczebność Legionu do zaledwie 20% stanu wyjściowego. Pomimo niepowodzeń zostali wyróżnieni pochwałą za dzielność w specjalnym rozkazie niemieckiego OKH, co wzmocniło chwiejące się morale jednostki. Późną wiosną 1942 r. Legion otrzymał uzupełnienia (liczył wówczas ok. 2,5 tys. ludzi) i włączono go ponownie w skład Grupy Armii "Północ". 5 lutego 1943 r. holenderski ruch oporu zabił w kraju dowódcę Legionu, gen. H. Seyffardta. W połączeniu z bardzo wysokimi stratami ponoszonymi w wyniku niewłaściwego wykorzystania Legionu przez niemieckie dowództwo doprowadziło to do znacznego spadku morale legionistów. W tej sytuacji Niemcy wycofali w kwietniu 1943 r. jednostkę z frontu do Grafenwöhr, gdzie 20 maja rozwiązali ją. Holenderscy legioniści, którzy chcieli jeszcze walczyć z Sowietami, mieli wespół z żołnierzami legionów duńskiego, norweskiego i flamandzkiego utworzyć 11 Ochotniczą Dywizję Grenadierów Pancernych SS "Nordland". Jednakże na prośbę A. Musserta Reichsführer SS Heinrich Himmler wyraził zgodę na utworzenie oddzielnej holenderskiej jednostki wojskowej. Był to 45 ochotniczy pułk grenadierów pancernych SS.
Żołnierze Legionu nosili niemieckie mundury Waffen-SS, które miały patki z tzw. "wilczym hakiem" (Wolfsangel) oraz opaskę z napisem "Frw. Legion Niederlande" noszoną nad lewym mankietem. Po zamachu na gen. H. A. Seyffardta 1. kompania Legionu otrzymała prawo używania jako nazwy nazwiska generała i noszenia opaski z napisem "General Seyffardt". Nazwę tę przejął później 48 pułk grenadierów pancernych SS, wchodzący w skład 4 Ochotniczej Brygady Grenadierów Pancernych SS, którego zaczątkiem była właśnie ta kompania. Podjęto także próbę ustanowienia własnego odznaczenia bojowego, Krzyża Musserta, lecz władze niemieckie nie wyraziły na to zgody. Natomiast wielu Holendrów otrzymało odznaczenia niemieckie. Na krótko przed rozwiązaniem Legionu Legions-Rottenführer Gerardes Mooymann został pierwszym germańskim kawalerem Krzyża Rycerskiego Żelaznego Krzyża, nadanego mu 17 marca 1943 r. za zniszczenie 15 czołgów radzieckich w czasie 2 dni walk.